# Glaube Feitosa
Glaube Feitosa (* 9. April 1973 in Rio de Janeiro) ist ein brasilianischer Kyokushin und K-1-Kämpfer. Er ist 1,93 m groß und wiegt ca. 100 kg.

## Leben und Karriere
Feitosa war „All American Karate-do Champion“, bevor er zur Kampfsportorganisation K-1 wechselte. Sein größter Erfolg war das Erreichen des World Grand Prix 2005. Im Kampf um den „Reserveplatz“ des Turniers bezwang er Gary Goodridge nach einstimmiger Punktentscheidung. Im Halbfinale sprang er dann für Peter Aerts ein, der wegen einer gebrochenen Rippe nicht antreten konnte. Er schlug Musashi durch Knockout (Sport) in Runde 2. Im Finale traf Glaube Feitosa auf Semmy Schilt. Nach wenigen Sekunden ging Feitosa schwer k.o., nachdem er von einem eingesprungenen Kniestoß Schilts am Kopf getroffen wurde.
Glaube Feitosas Kampfstil zeichnet sich durch saubere und variantenreiche Technik aus. Das geschulte Auge erkennt seine Herkunft aus dem Karate.

## Titel
- MVP in Kyokushin Karate World Cup in Paris
- All South American Karate-do Champion ('97)
- America's Cup Karate-do Champion ('97)
- All Brazil Karate-do Champion ('96, '97)
- Zweiter Platz in All World Karate-do Championship-Heavyweight ('97)
- No.8 in 6. All World Karte-do Open Tournament
- No.4 in 7. Kyokushin Championship ('99)
- K-1 World Grand Prix 2005 in Las Vegas Champion (Battle at the Bellagio IV)
- K-1 World Grand Prix 2005 Finalist